# 道場 (新座市)
道場（どうじょう）は、埼玉県新座市の町名。現行行政地名は道場一丁目および二丁目。郵便番号は352-0024。

## 地理
埼玉県新座市南部に位置する。関越自動車道新座料金所の西部に広がり、北辺を黒目川が流れる。

## 歴史
- 1972年（昭和47年）7月1日 - 住居表示の実施に伴ない[4]、大字片山の一部から道場一丁目および二丁目が成立[5]。

## 世帯数と人口
2017年（平成29年）1月1日現在の世帯数と人口は以下の通りである。
| 丁目       | 世帯数  | 人口    |
| ---------- | ------- | ------- |
| 道場一丁目 | 466世帯 | 1,084人 |
| 道場二丁目 | 286世帯 | 722人   |
| 計         | 752世帯 | 1,806人 |

## 小・中学校の学区
市立小・中学校に通う場合、学区（校区）は以下の通りとなる。
| 丁目       | 番地 | 小学校             | 中学校             |
| ---------- | ---- | ------------------ | ------------------ |
| 道場一丁目 | 全域 | 新座市立片山小学校 | 新座市立新座中学校 |
| 道場二丁目 | 全域 | 新座市立片山小学校 | 新座市立第六中学校 |

## 交通

### 道路
- 東京都道・埼玉県道36号保谷志木線

## 施設
1丁目
- あけぼの団地
- 新座片山郵便局
- 法台寺
- 新座観音神護院

2丁目
- 新座市中央公民館
- 新座市保健センター
- みき保育園